# アイランド北口駅
アイランド北口駅（アイランドきたぐちえき）は、兵庫県神戸市東灘区向洋町中1丁目にある神戸新交通六甲アイランド線の駅である。駅番号はR04。
2018年7月20日から神戸市立小磯記念美術館がネーミングライツを取得し、「小磯記念美術館前」の副駅名が付けられている。

## 歴史
建設計画当初は「六甲島北駅」の仮称が用いられていた
- 1990年（平成2年）2月21日：六甲ライナー開業と同時に開業[1][2]。
- 1995年（平成7年）
  - 1月17日：阪神・淡路大震災で被害を受け全線運休。
  - 5月12日：当駅 - マリンパーク間が復旧し営業再開。
  - 8月23日：全線復旧。
- 2018年（平成30年）7月20日：ネーミングライツにより「小磯記念美術館前」の副駅名が付く[4][5]。

## 駅構造
島式1面2線のホームを持つ高架駅である。南魚崎寄りではY字状に離れている。
トイレは改札階にある。
| 番線 | 路線          | 行先             |
| ---- | ------------- | ---------------- |
| 1    | ■六甲ライナー | マリンパーク方面 |
| 2    | ■六甲ライナー | 住吉方面         |

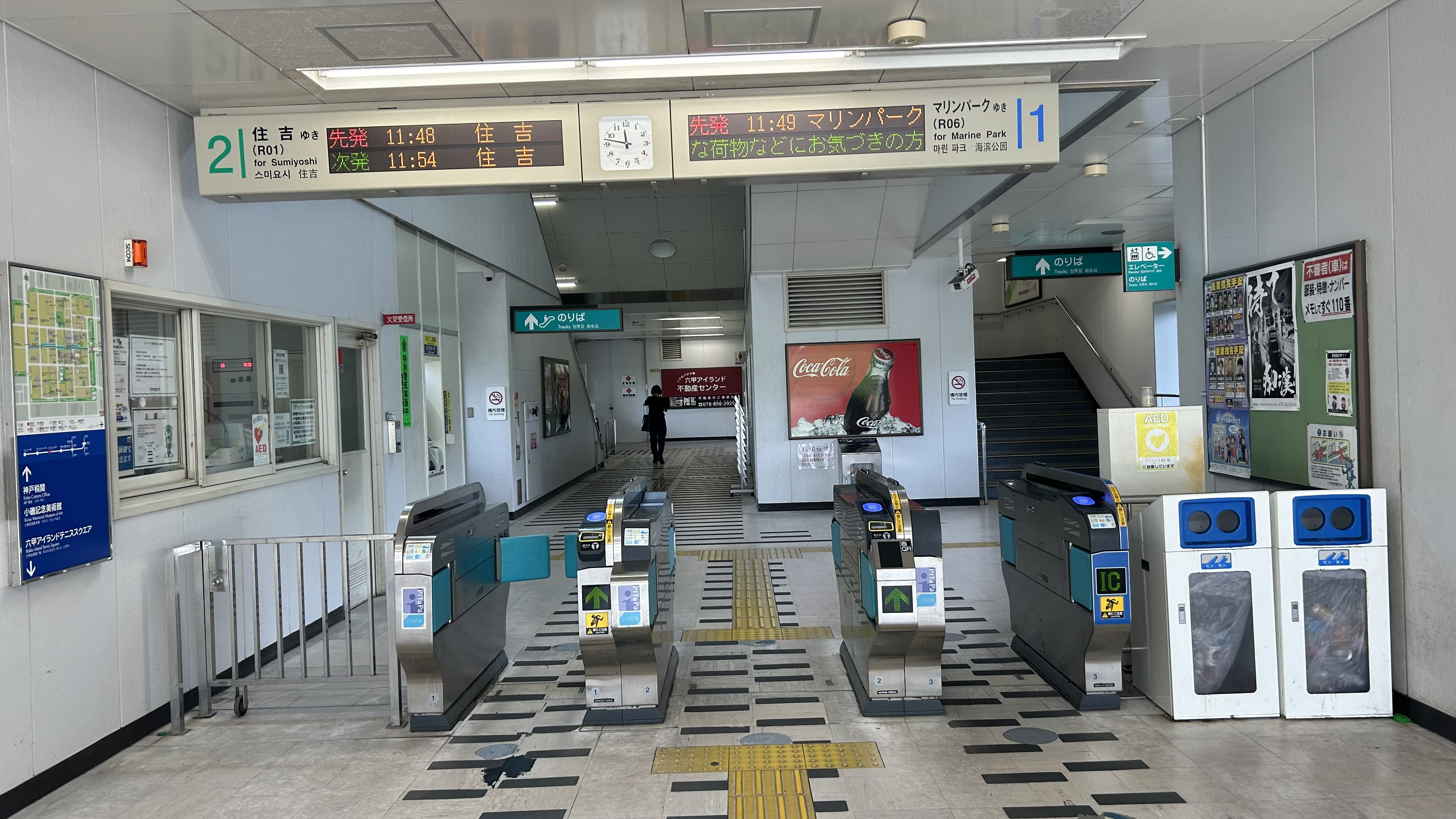
改札口
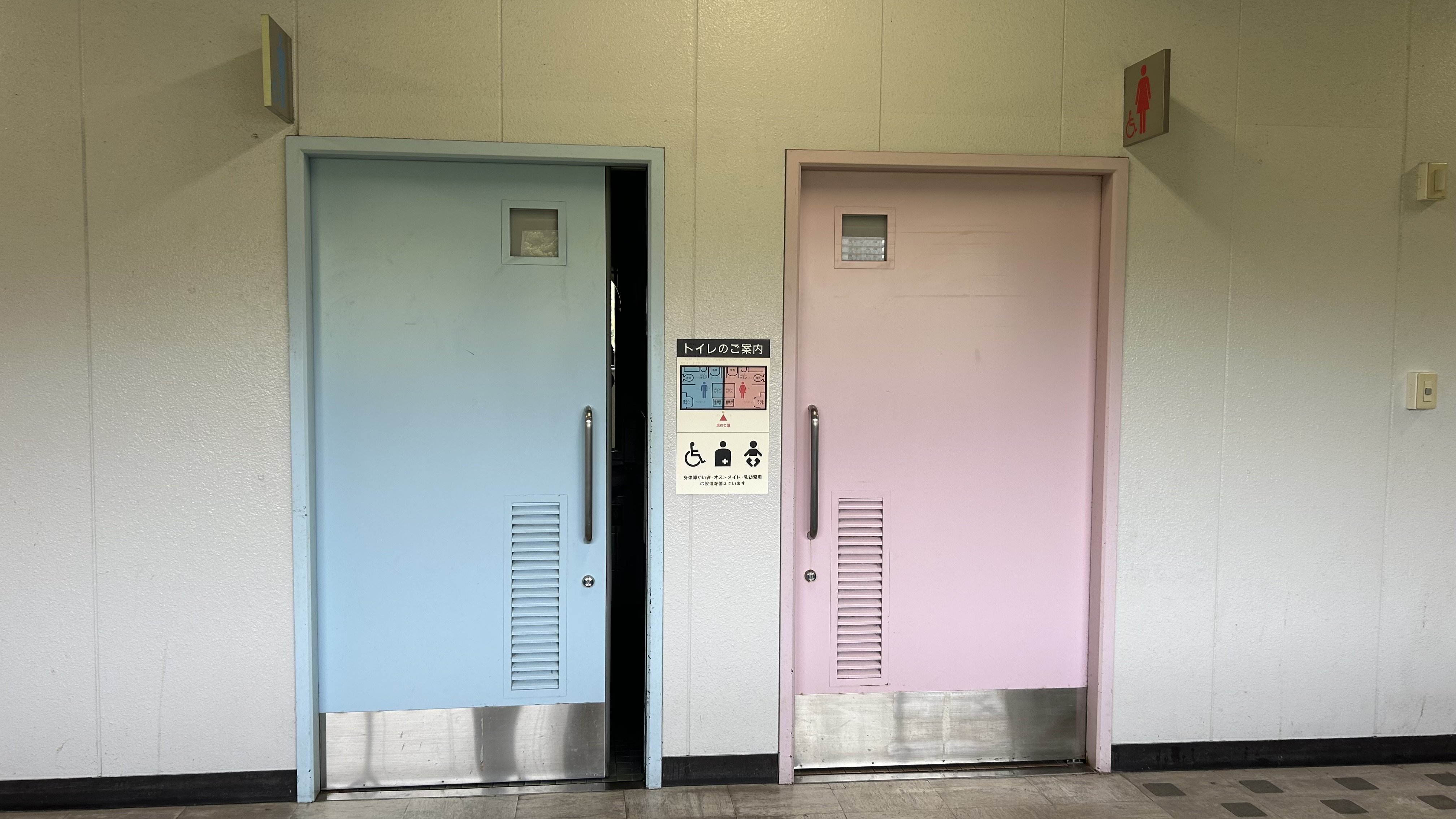
トイレ
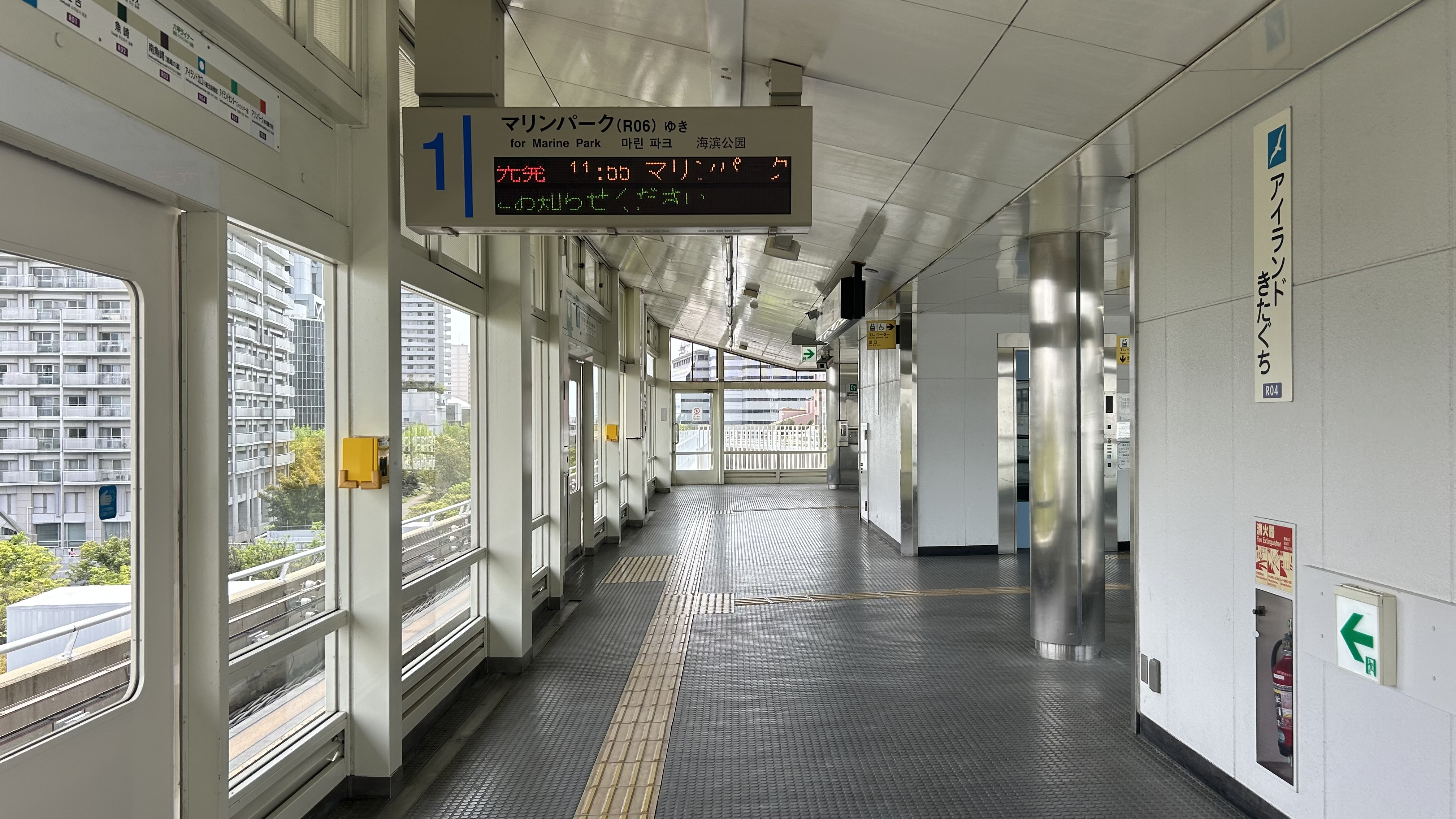
1番線ホーム
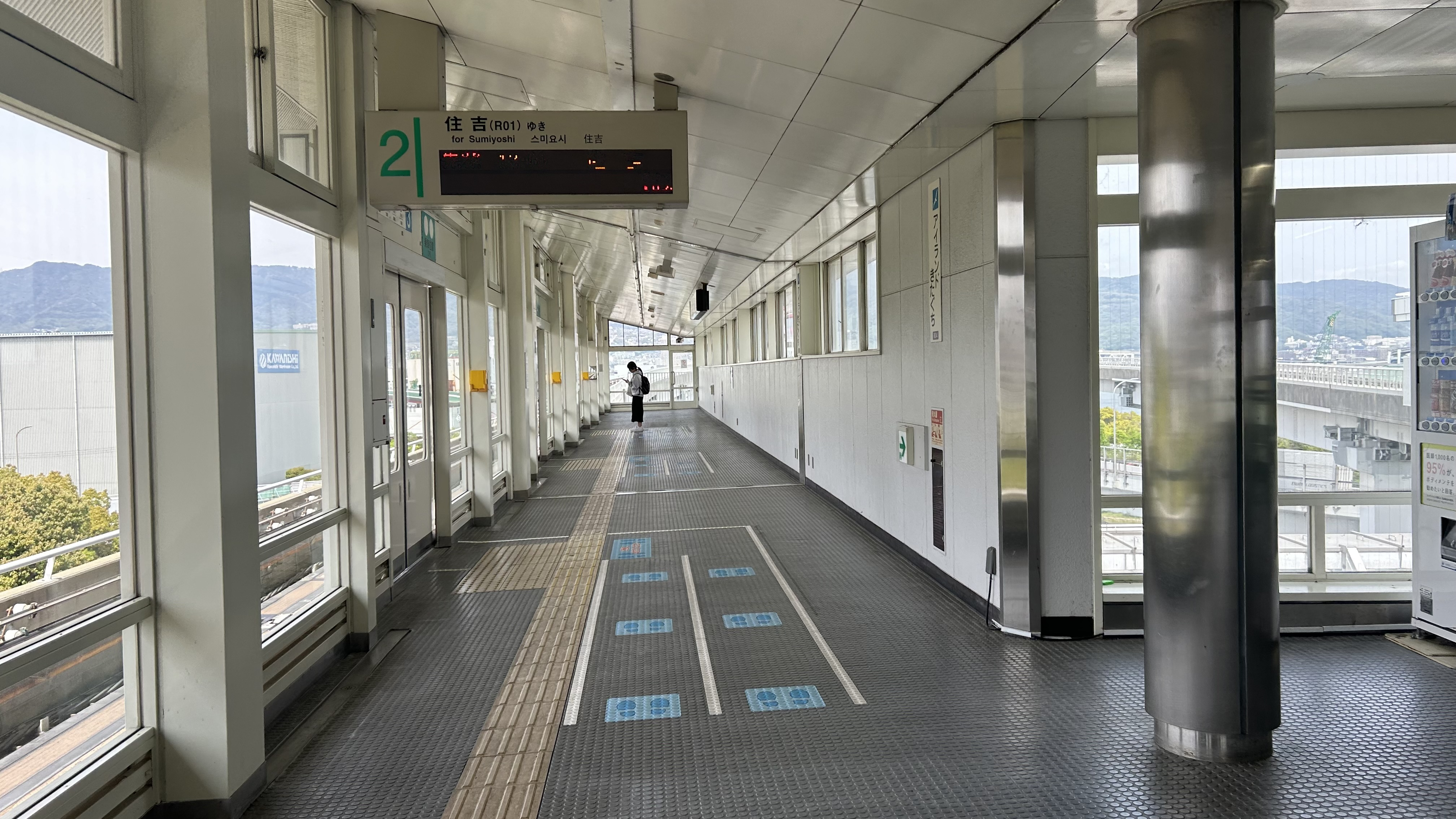
2番線ホーム
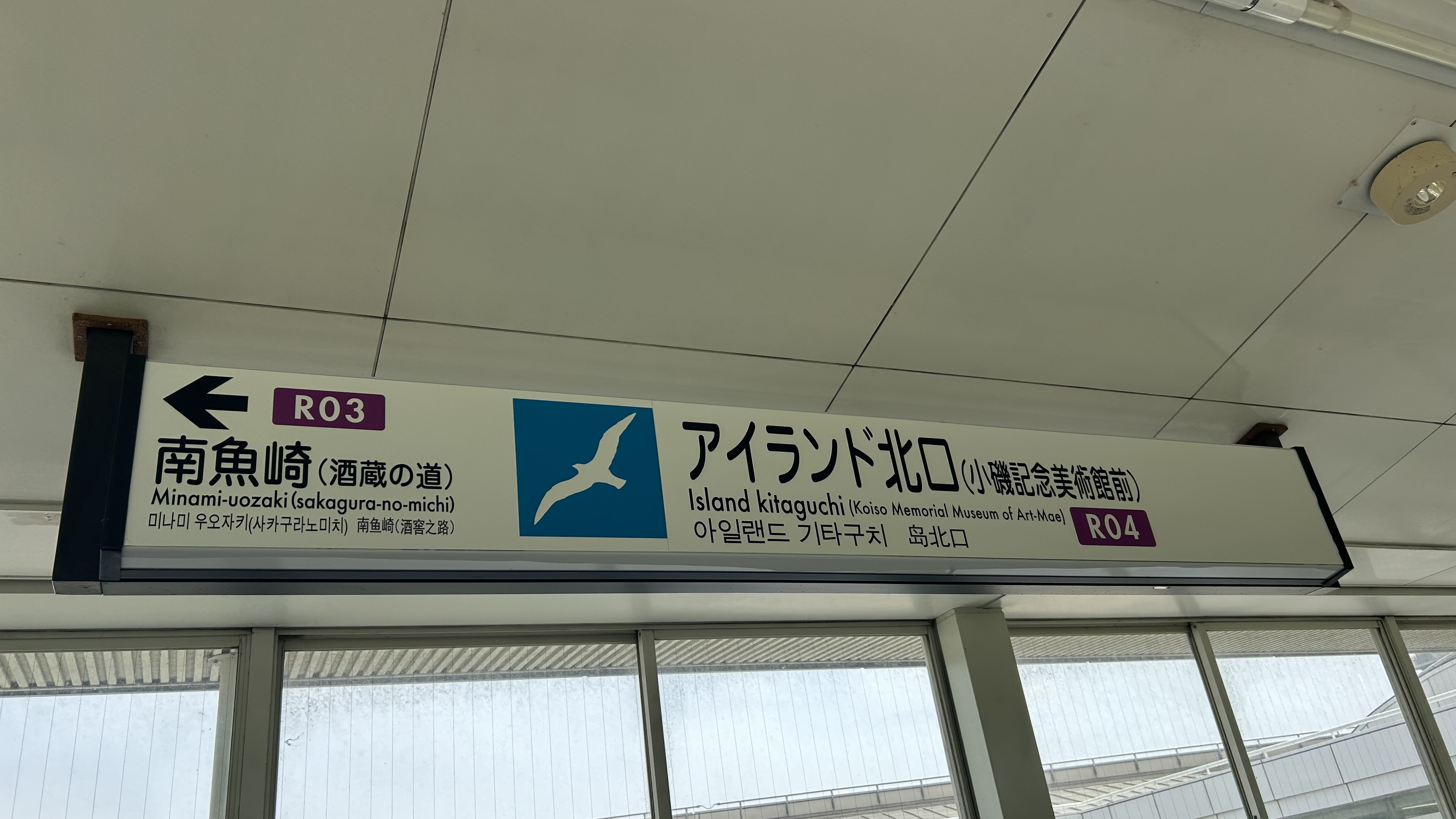
駅名標
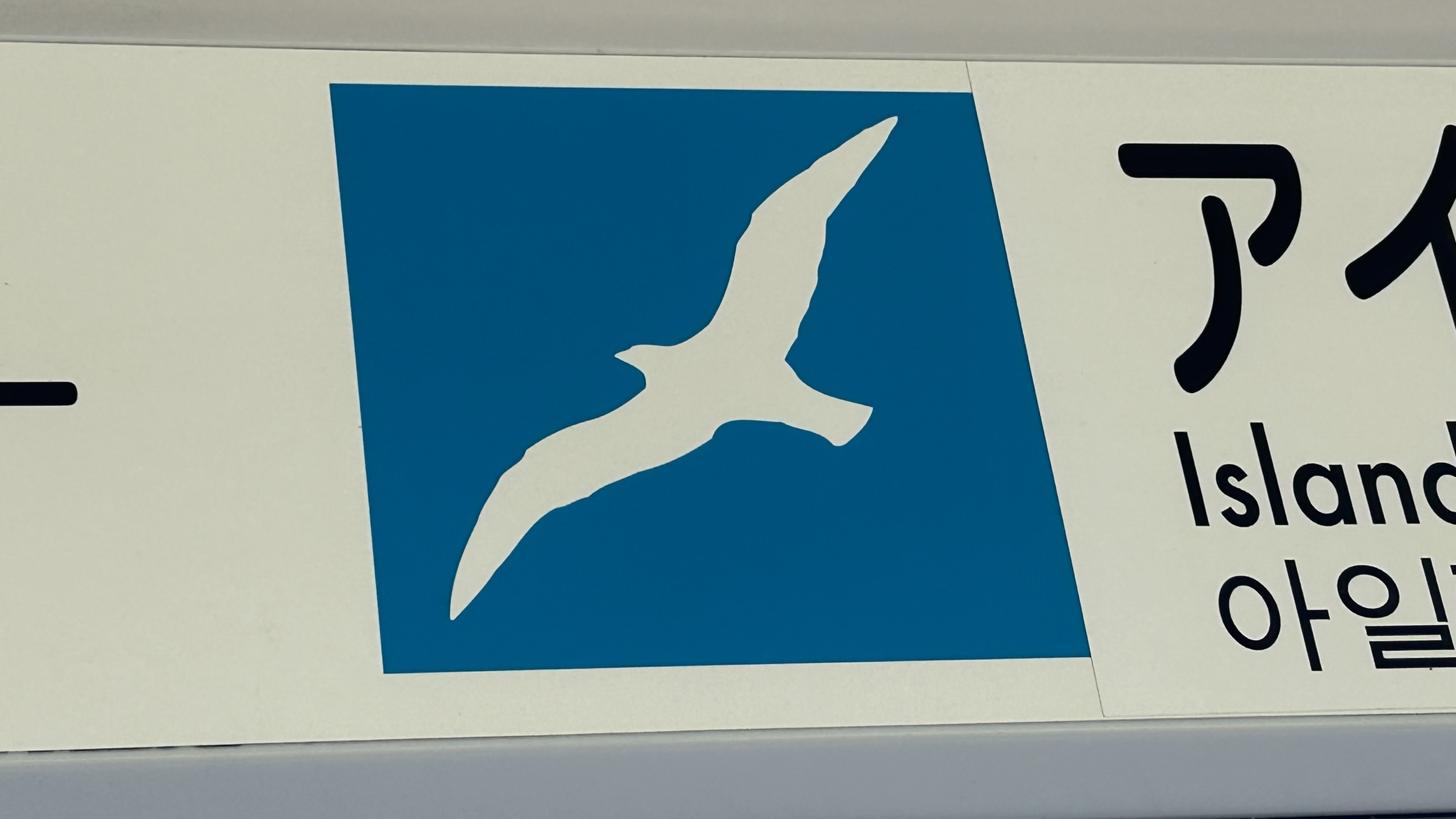
シンボルマーク

## 駅周辺
- 神戸市立小磯記念美術館[1] - 神戸生まれの画家、小磯良平のアトリエや作品を展示。
- 六甲アイランド公園[1]
- 六甲アイランドシティヒル内マンション群

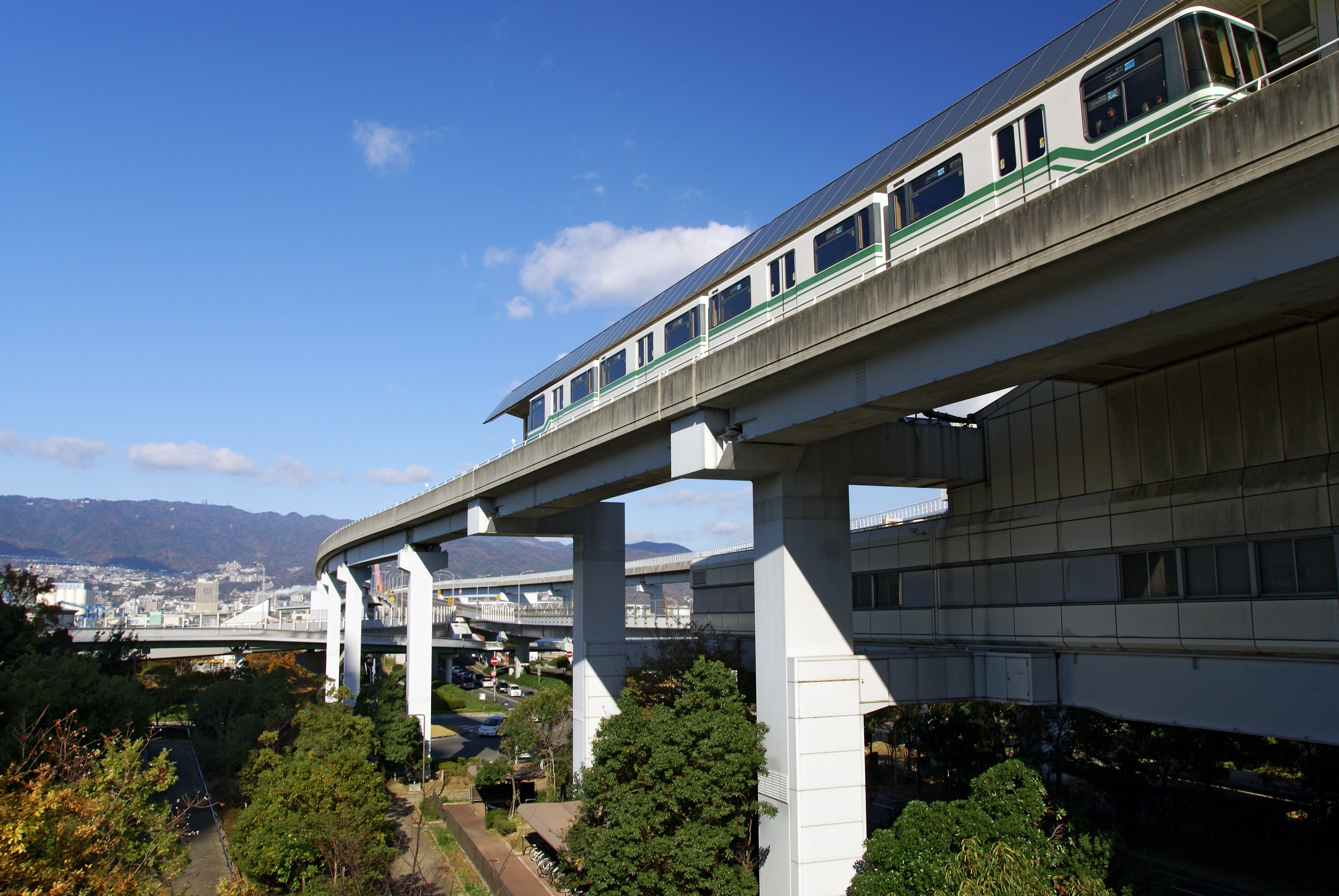
駅から六甲山地方向を望む
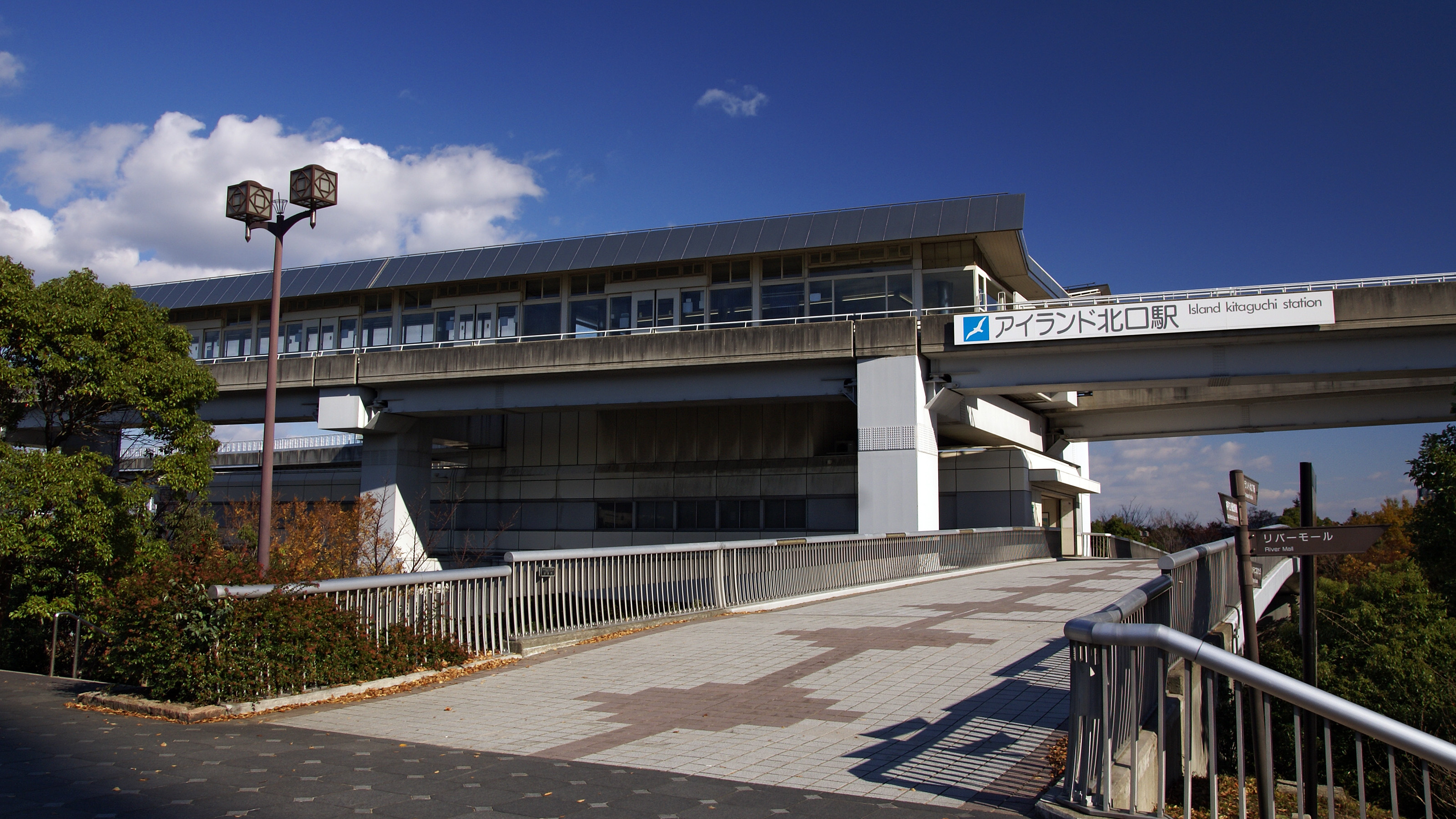
駅入口
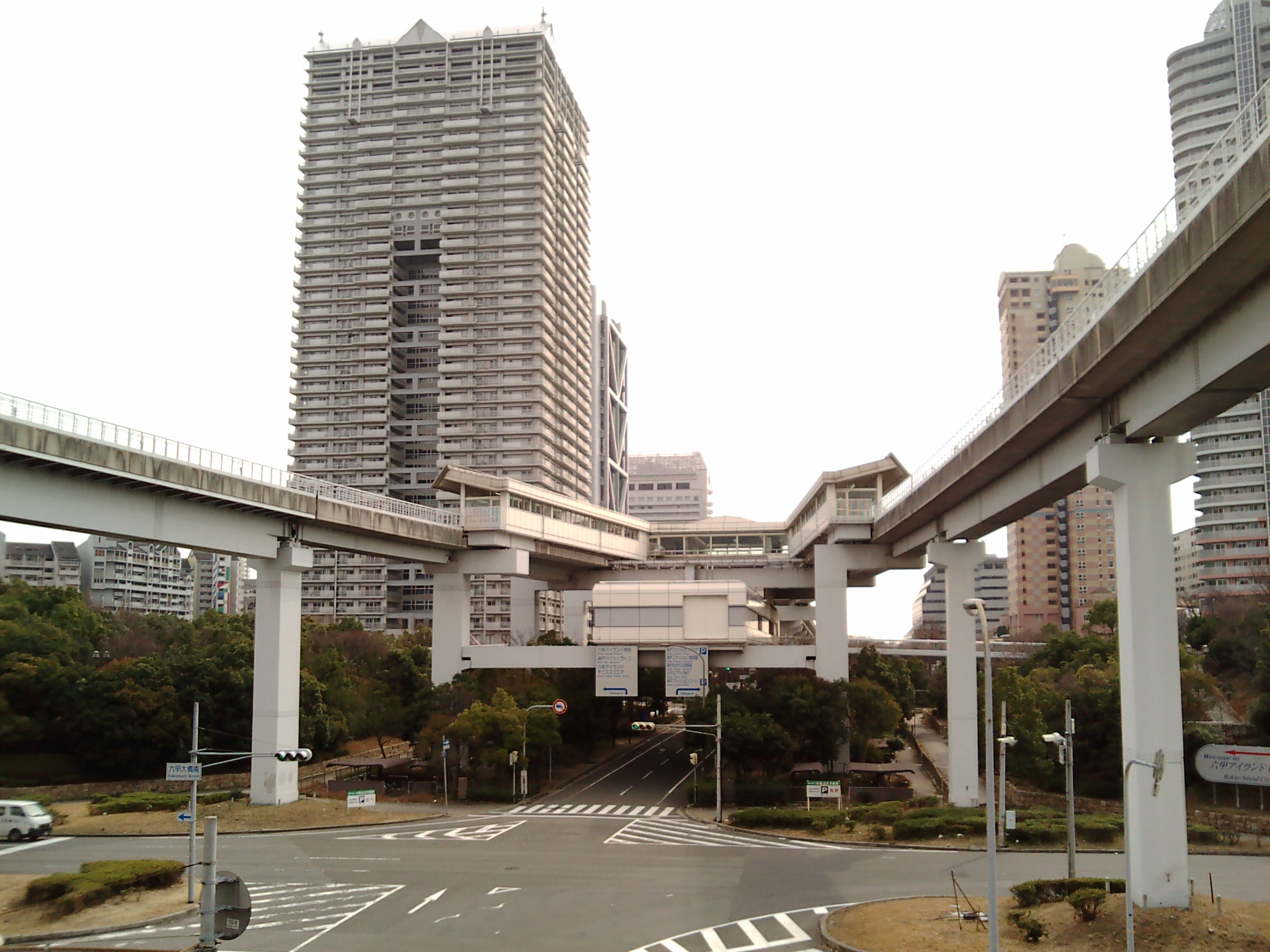
北側から見た駅

## バス路線
神戸フェリーバス
- 六甲アイランドフェリーターミナルへの無料送迎バス[1]（阪神御影駅発着であるが、当駅より乗車の場合は無料）

## 隣の駅
神戸新交通
■六甲アイランド線（六甲ライナー）
南魚崎駅 (R03) - アイランド北口駅 (R04) - アイランドセンター駅 (R05)